# Bob Trevino Likes It
Bob Trevino Likes It är en amerikansk dramakomedifilm som hade premiär den 9 mars 2024 på filmfestivalen SXSW. Filmen är regisserad av Tracie Laymon som även skrivit filmens manus.

## Handling
Filmen handlar om Lily Trevino som måste trösta sin psykolog efter att ha berättat om sitt intetsägande liv. Plötsligt har också nu hennes kupongsamlande pappa slutat att svara på sms. När Lily ändå söker kontakt med sin pappa Bob Trevino på Facebook hittar hon en annan mycket trevligare man med samma namn.

## Rollista (i urval)
- Barbie Ferreira - Lily Trevino
- John Leguizamo - Bob Trevino
- French Stewart - Robert Trevino
- Rachel Bay Jones - Jeanie